# Heinkel He 162
Die Heinkel He 162 (Suggestivname: Spatz; auch: Volksjäger oder Salamander) ist ein deutsches Jagdflugzeug in Schulterdeckeranordnung. Es wurde in kürzester Zeit gegen Ende des Zweiten Weltkrieges entwickelt.

## Geschichte
Am 8. September 1944 erfolgte die Ausschreibung für ein Jagdflugzeug, das leicht zu fliegen und günstig zu produzieren war (laut Ausschreibung und den Anforderungen des Jägernotprogramms als so genannter „Volksjäger“). Es sollte gute Flugleistungen erreichen, nicht mehr als zwei Tonnen wiegen, mindestens 30 Minuten in der Luft bleiben können und eine Startbahn von nicht mehr als 500 m benötigen.
Nach ersten Entwürfen als Projekt P 1073 bekam Heinkel am 15. September den Bauauftrag, und am 6. Dezember 1944 – genau 69 Tage später – fand auf dem Luftwaffenstützpunkt Schwechat-Heidfeld, dem heutigen Flughafen Wien-Schwechat, der Erstflug statt, bei dem der Testpilot, Flugkapitän Gotthold Peter, bereits eine Geschwindigkeit von mehr als 800 km/h erzielte. Am 10. Dezember 1944 verunglückte Gotthold Peter beim offiziellen Vorführflug auf dem Flughafen Wien-Schwechat bei einer Geschwindigkeit von etwa 700 km/h tödlich. Aus Filmaufnahmen des Fluges ist zu ersehen, dass der Absturz durch den Bruch der rechten Flügelnase – gefolgt von der Ablösung des rechten Querruders – ausgelöst wurde. Im Unfallbericht ist eine fehlerhaft verleimte Flügelnase als Absturzursache angegeben, daneben wird auf Schwachstellen in der Festigkeit hingewiesen. Eventuell wurde das Flugzeug auch vom Testpiloten beim Abfangen aus dem Bahnneigungsflug überbeansprucht.
Immer weiter wurde versucht, Metall durch Holz zu ersetzen. Schließlich verhängte man ein Geschwindigkeitslimit und der Spatz durfte nur noch in Ausnahmesituationen schneller als 600 km/h fliegen, bis später ein neuer Klebstoff gefunden wurde. Bei einem Flugversuch bei Heinkel wurde in 4 km Höhe sogar eine Geschwindigkeit von 960 km/h erreicht.

## Konstruktion und Ausrüstung

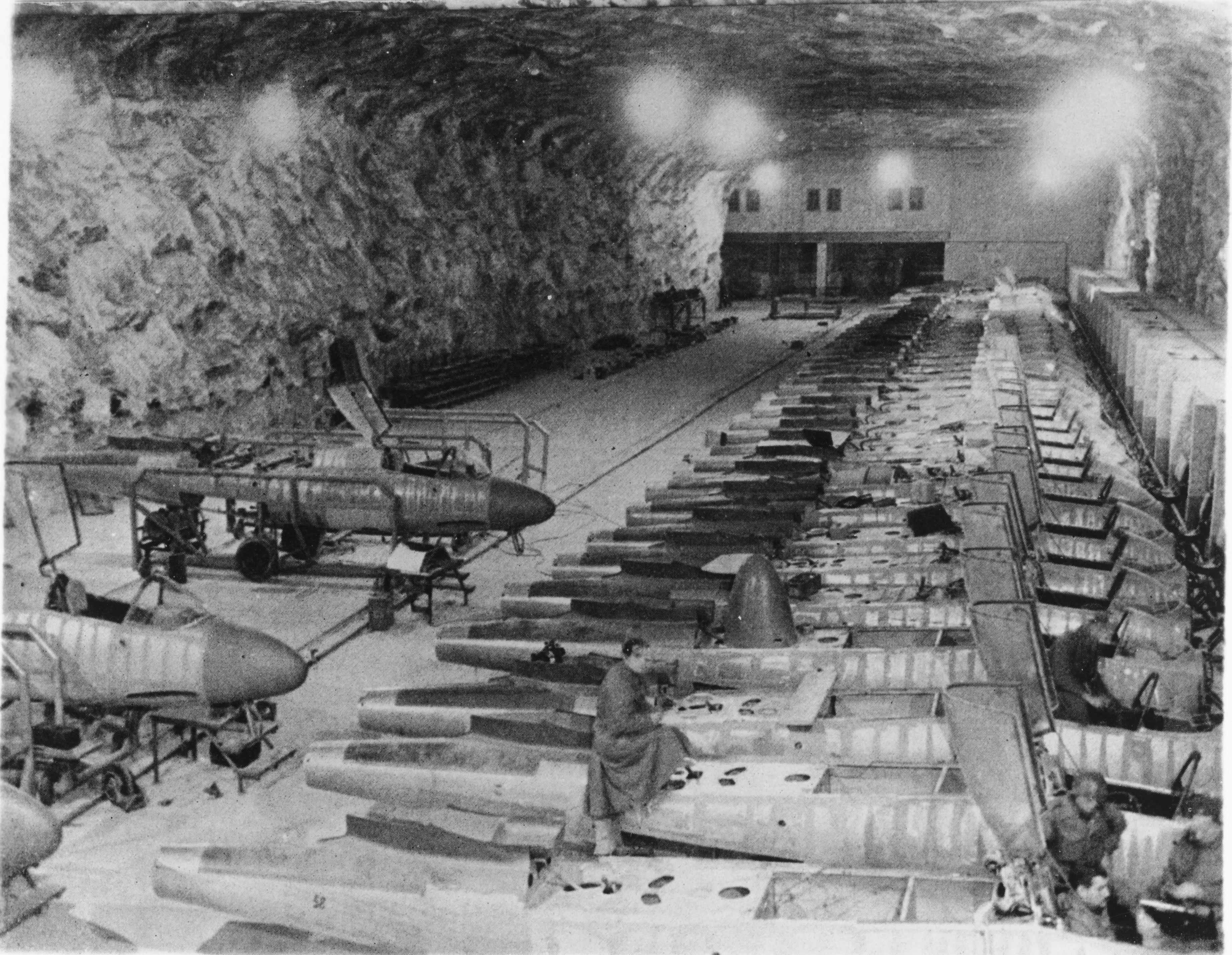
Unterirdische Fertigung von Heinkel He 162 im Salzbergwerk Tarthun

Die Tragflächen und wenige Teile des Rumpfes bestanden aus Holz. Zugunsten einer schnelleren Fertigung wurde nur einfache Technik verwendet. Um trotzdem ansprechende Flugleistungen zu erzielen, wurde die He 162 durch ein BMW-003-Strahltriebwerk angetrieben. Das Flugzeug war wie die Heinkel He 219 und die Arado Ar 234 mit einem Schleudersitz ausgerüstet, um die Rettung des Piloten bei einem Triebwerksausfall oder einem Materialbruch zu ermöglichen. Löste man den Schleudersitz aus, wurden zuerst die Gurte gestrafft, dann die Kabinenhaube mit einer kleinen Sprengladung entfernt und der Sitz mit einer etwas größeren Ladung aus dem Flugzeug katapultiert. Die Schleudersitze wurden erst nach Übergabe eingebaut. Ein Ausstieg ohne Schleudersitz war so gut wie unmöglich, sagte der Einflieger Harald Blum. Von 56 Piloten überlebten nur 5 die Einfliegerei. Als Grund vermutet wurde neben der schwierigen Handhabung auch Sabotage durch Zwangsarbeiter.
Während der Flugerprobung wurden ab der V3 eine Reihe von Änderungen eingeführt. Dazu gehörten auch die schräg nach außen weisenden Flügelendkappen, die zur Verringerung der Schieberollmomente dienen sollten. Längerfristig war geplant, dass nach der 2000. Maschine eine neue Tragfläche ohne die „unschönen“ abgeknickten Flächenrandbogen eingeführt werden sollte. Diese Randbogen hatten demnach keine Beziehung zu den heute verwendeten Winglets. In einem Gespräch im November 1982 wies Ludwig Bölkow darauf hin, dass nach seiner Erinnerung die Knickung des äußeren Tragflächenstücks von Alexander Lippisch stamme. Es ist jedoch keine weitere Quelle bekannt, die diese Vermutung stützt.
Die Bewaffnung bestand aus zwei MG 151/20 mit je 120 Schuss. Das ursprüngliche Einsatzziel war die Abwehr alliierter Bomberverbände. Gleichzeitig sollten dabei die eskortierenden Jägerstaffeln dezimiert werden, wozu es aber aufgrund der Kriegslage mit dem nahen Kriegsende nur noch in vereinzelten Fällen kam. Der erste Kampfeinsatz fand am 26. April 1945 statt. Dabei gab es aber nur einen unbestätigten Abschuss. Spätere Aussagen des Piloten der abgeschossenen Maschine beschreiben die Form der He 162. Eine Einheit von Segelfliegern der Hitlerjugend wurde hastig ausgebildet und nach zehn Flugstunden mit der He 162 in den Einsatz geschickt. Da das Flugzeug aber noch Mängel aufwies, die wegen des Zeitdrucks nicht beseitigt werden konnten, starben mehr deutsche Piloten durch Defekte als durch Feindeinwirkung. Die Flugzeit betrug etwa 45 bis 60 Minuten. Fehler in der Navigation führten fast zwangsläufig zu einem Verlust, da die Maschine ohne Antrieb kaum zu landen war.

## He 162 S
Die Entwicklung dieses Hochgeschwindigkeits-Segelflugzeuges mit der Bezeichnung „Heinkel 162 S“ für Ausbilder und Flugschüler wurde erforderlich, da auf Grund der hohen Landegeschwindigkeit der He 162 von bis zu 200 km/h und der ungenügenden Ausbildung der zum Teil jugendlichen Piloten zahlreiche Bruchlandungen zu verzeichnen waren. Die Produktion des Segelschulflugzeuges wurde vom Nationalsozialistischen Fliegerkorps (NSFK) in Zusammenarbeit mit der „Organisation Heyn“ (OH), die 1943 für die Verwendung von Holz im Flugzeugbau vom Reichsluftfahrtministerium gegründet worden war, in Dresden und verschiedenen Orten in Sachsen realisiert. Nach den Luftangriffen auf Dresden im Februar 1945 wurde die Produktionsstätte für die Flugzeugrümpfe nach Olbernhau im Erzgebirge in die vom NSFK beschlagnahmte Kunstmöbelfabrik Otto Weinhold jr verlagert. Bis zum April 1945 wurde nur ein Segelflugzeug fertiggestellt und auf dem Flugplatz Trebbin unter anderem von Pilotin Hanna Reitsch erfolgreich geflogen; bei sechs weiteren Maschinen fehlte nur noch die Lackierung. Noch vor dem Eintreffen der sowjetischen Truppen in Olbernhau am 8. Mai 1945 wurden alle Segelflugzeuge und technischen Unterlagen vom Technischen Leiter und Mitarbeitern der Firma Otto Weinhold jr. vernichtet.

## Einsatz
Die Flugleistungen der He 162 lagen über denen der alliierten Jäger. Hinzu kam eine außerordentliche Wendigkeit, jedoch war eine Panzerung nur in geringem Umfang vorhanden. Obwohl das Flugzeug so konstruiert war, dass es leicht zu fliegen sein sollte, reagierte es wegen des auf dem Rumpf angebrachten Triebwerks sehr empfindlich, womit die schlecht ausgebildeten Piloten nicht zurechtkamen. Es wurden trotz allem nur zwei He 162 von P-51 Mustang abgeschossen. Die Zahl der Verluste durch strukturelles Versagen und durch Triebwerksprobleme war wesentlich höher – alles in allem Hinweise auf die zu kurze Entwicklungszeit und die schlechte Material- und Nachschublage im gesamten „Jägernotprogramm“. Bei Einsätzen der I./JG 1 sollen am 26. April 1945 durch Unteroffizier Rechenbach († 26. April 1945) und am 4. Mai 1945 durch Leutnant Rudi Schmitt zwei Feindmaschinen abgeschossen worden sein. Diese Abschüsse wurden jedoch nicht mehr offiziell bestätigt. Ab 5. Mai 1945 blieben die mindestens 15 einsatzbereiten He 162 des JG 1 am Boden und wurden später nach dem Waffenstillstand bzw. der Kapitulation der deutschen Wehrmacht vom Kommodore des JG 1, Oberst Herbert Ihlefeld, den alliierten Militärbehörden befehlsgemäß übergeben. Die einrückenden britischen Armee-Einheiten fanden auf dem Fliegerhorst Leck in Schleswig-Holstein insgesamt 31 oder gar 50 He 162 vor, die entlang der Start- und Landebahn aufgestellt waren. Mindestens elf Flugzeuge wurden nach England transportiert, wo fünf davon beim Royal Aircraft Establishment zum Test geflogen wurden.
Als Ablösung für die He 162 wurde gegen Kriegsende vom OKL ein neues Flugzeug mit einem Heinkel HeS-011-Strahltriebwerk ausgeschrieben. Eingereicht wurden Ende 1944 die Entwürfe Messerschmitt P.1110, Heinkel P. 1078, Focke-Wulf Ta 183, Blohm & Voss P 212 sowie der offizielle Gewinner der Ausschreibung, die Junkers EF 128.

## Technische Daten

Seitenansicht He 162 A-1

Dreiseitenriss

Kategorie: Strahlflugzeug/Luftüberlegenheitsjäger
Die am 12. September 1944 errechneten technischen Daten mit 2500 kg Gewicht waren:
- Spannweite: 7,20 m (7,00 m / 8,20 m)
- die Berechnungen spielten noch mit den Varianten 7 m und 8,20 m
- Länge: 8,00 m
- Fläche: 10,00 m²
- Gewicht: 2525 kg (mit einer MK 108)
- Gewicht: 2635 kg (mit zwei MK 108)
- Höchstgeschwindigkeit: 850 km/h
- Landegeschwindigkeit: 154 km/h
- Steigrate: in Bodennähe 17 m/s, in 9800 m Höhe 4 m/s
- Reichweite: 610 km
- Flugdauer: 22 min
- Startstrecke: 570 m

## Erhaltene Exemplare

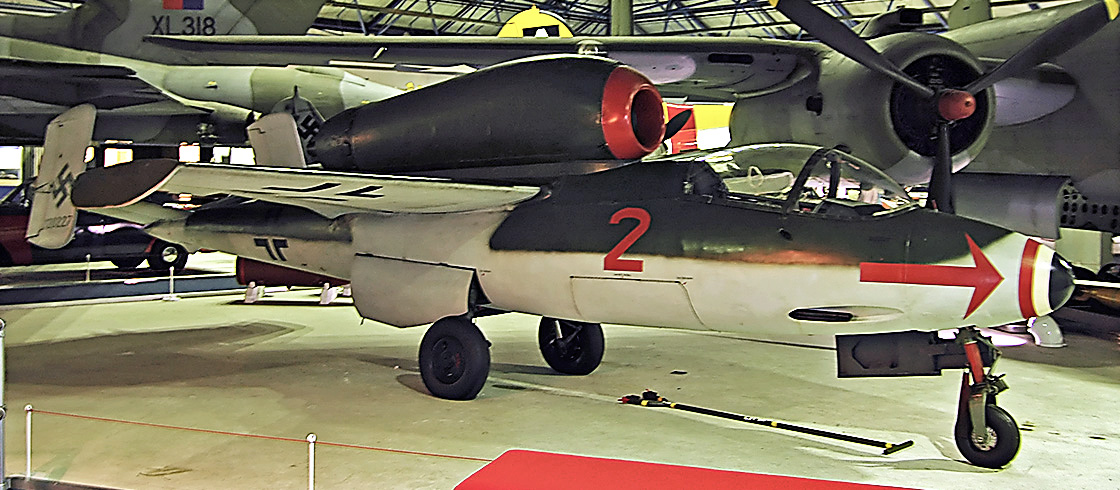
Heinkel He 162 Salamander bzw. Spatz

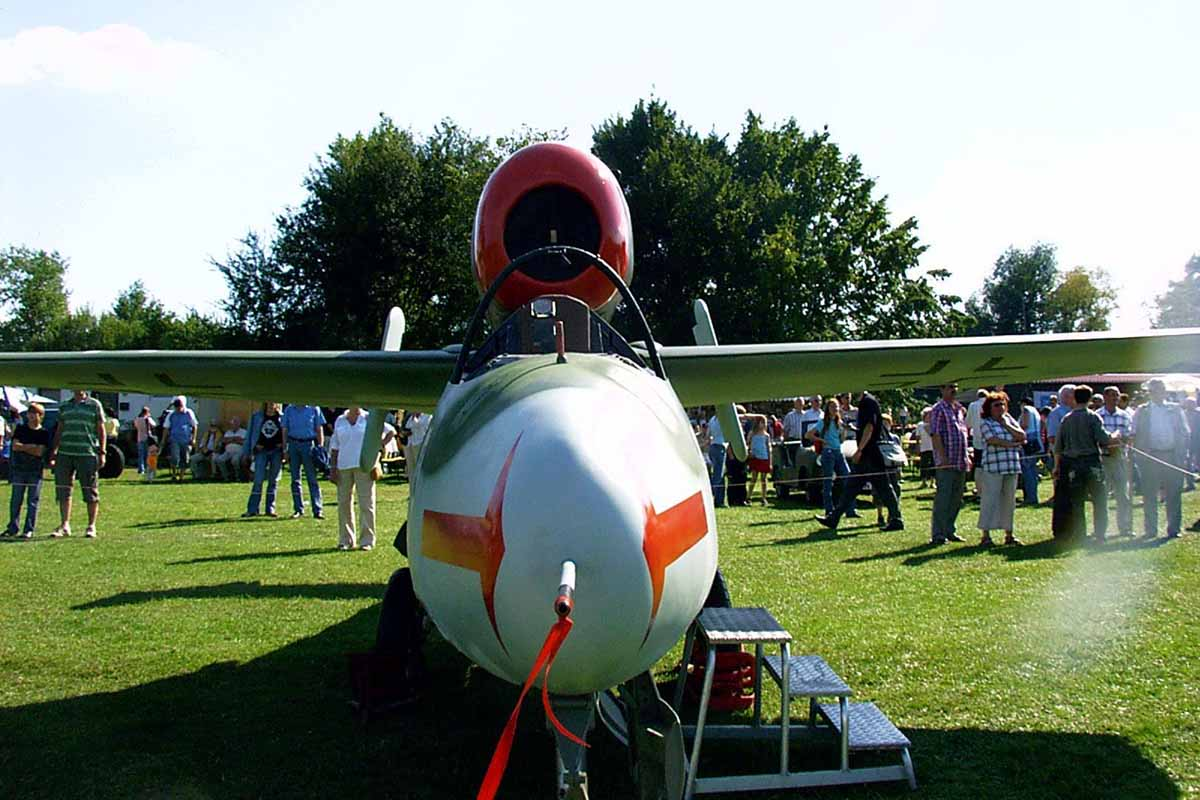
Heinkel He 162 (Nachbau) am 13. August 2007 auf dem Segelfluggelände Bückeburg-Weinberg

- W/Nr 120015 (ursprünglich als „120223“ bezeichnet), He 162 A-2 „Gelbe 21“: Musée de l’air et de l’espace, Le Bourget[13]
- W/Nr 120076, He 162 A-2, „Gelbe 4“: Deutsches Technikmuseum Berlin (im Juni 2011 erworben, zuvor: National Aeronautical Collection, Rockcliffe, Kanada; seit 2006 Aero Vintage)
- W/Nr 120077, He 162 A-2, „Rote 1“ „Nervenklau“ des 2./JG 1:[14] Planes of Fame Museum, Chino/USA[15][16]
- W/Nr 120086 Canada Aviation and Space Museum, Kanada[17]
- W/Nr 120227 He 162 A-2, „Rote 2“ (siehe Foto rechts): Royal Air Force Museum[11]
- W/Nr 120230 National Air and Space Museum, Washington DC (mit dem Heck der „120222“)[18]
- W/Nr 120235 He 162 A-2, „Gelbe 6“: Imperial War Museum, London[19]